# Margaret Kennard
Pour les articles homonymes, voir Kennard.
Margaret Alice Kennard, née le 25 septembre 1899 à Brookline (Massachusetts) et morte le 12 décembre 1975, est une neurologue et neuropsychologue américaine principalement connue pour ses travaux de recherche sur les effets des lésions cérébrales sur les primates. Elle met en évidence le principe qui porte son nom, selon lequel les jeunes cerveaux se réorganisent plus efficacement que les cerveaux adultes (principe de Kennard).

## Biographie
Margaret Alice Kennard naît le 25 septembre 1899 à Brookline. Elle est diplômée de Bryn Mawr en 1922 puis obtient son doctorat en médecine de l'Université Cornell en 1930, .
Après une année de stage en médecine au Strong Hospital de Rochester à New York, Kennard devient chercheuse honoraire (sans allocation) au département de physiologie de Yale. Elle est promue instructrice assistante de recherche (avec allocation) en 1932, puis professeure assistante dès 1933.
Elle travaille dans le laboratoire de John F. Fulton, MD, président du département, utilisant des primates du laboratoire Fulton et de celui de Gertrude Van Wagenen, PhD. Elle étudie les effets des stimulants et des dépresseurs corticaux sur les singes atteints de lésions cérébrales,.
Kennard obtient une bourse de voyage Rockefeller pour étudier en Europe occidentale de 1934 à 1936. Ceci lui permet de travailler dans des laboratoires d'Amsterdam et de Breslau, et d'effectuer des travaux cliniques au National Hospital, Queen’s Square, Londres et au London Hospital. Elle passe les derniers mois de sa bourse à étudier les enfants atteints de spasticité avec le Dr Bronson Crothers au Children's Hospital de Boston.
En novembre 1935, elle est élue à la Royal Society de Londres.
En 1942, elle obtient une spécialité en psychiatrie et en neurologie et, après avoir quitté Yale en 1943, avec le titre de professeur adjoint, elle devient professeure agrégée de psychiatrie à la faculté de médecine de l'Université de New York et médecin traitant au Bellevue Hospital.
En 1948, elle est nommée professeure agrégée de physiologie à la faculté de médecine de l'Université de la Colombie-Britannique. En 1956, elle devient directrice du Washington State Mental Health Research Institute. Après la fin de son travail de recherche, Kennard déménage dans le New Hampshire, où elle travaille comme psychiatre à l'hôpital Elliott et gère un centre d'orientation communautaire.
Elle est présidente de la Society for Biological Psychiatry en 1956 et 1957 et vice-présidente de l'American Neurological Society de 1958 à 1959.
Elle meurt le 12 décembre 1975, d'une sclérose latérale amyotrophique.

## Principe de Kennard

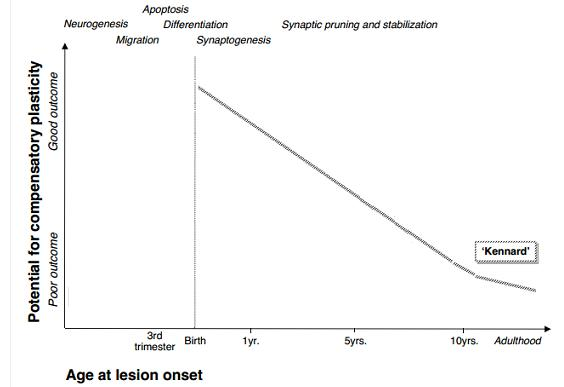
Représentation graphique du principe de Kennard

L'observation selon laquelle les jeunes cerveaux se réorganisent plus efficacement que les cerveaux adultes a été formulée pour la première fois par Kennard en 1936. La notion selon laquelle un cerveau peut se réorganiser après un dommage en fonction du stade de développement est maintenant connue sous le nom de «principe de Kennard». Cette recherche a conduit à l'une des premières preuves expérimentales des effets de l'âge sur la neuroplasticité.
Le principe de Kennard qui pose une relation linéaire négative entre l'âge d'une lésion cérébrale et l'espérance de résultat : en d'autres termes, plus une lésion cérébrale se produit tôt dans la vie, plus il est probable qu'elle soit compensée par un mécanisme qui inverse au moins certains des effets négatifs de la lésion. Ce principe est sujet à controverse  et débat aujourd'hui. La scientifique Danielle Elliot notamment l'analyse en 2020 à partir des notes originales de Margaret Kennard,.
Elle travaille en étroite collaboration avec John Farquhar Fulton dans ses célèbres études sur le cerveau des nourrissons.

## Publications
- (en) « Age and other factors in motor recovery from precentral lesions in monkeys », American Journal of Physiology, vol. 115,‎ 1936, p. 138-146 (DOI 10.1152/ajplegacy.1936.115.1.138, lire en ligne)
- (en) « Reorganization of motor function in the cerebral cortex of monkeys deprived of motor and premotor areas in infancy », Journal of Neurophysiology, vol. 1,‎ 1938, p. 477–496 (lire en ligne)
- (en) « Relation of age to motor impairment in man and in subhuman primates », Archives of Neurology and Psychiatry, vol. 44,‎ 1940, p. 377–397
- (en) « Reactions of monkeys of various ages to partial and complete decortication », Journal of Neurophysiology and Experimental Neurology, vol. 3,‎ 1944, p. 289–310
- (en) avec John Farquhar Fulton, « Age and reorganization of central nervous system », Journal of the Mount Sinai Hospital, vol. 9,‎ 1942, p. 594–606
- (en) avec John Farquhar Fulton, « The localizing significance of spasticity, reflex grasping, and the signs of Babinski and Rossolimo », Brain, vol. 56,‎ 1933, p. 213-225
- (en) avec John Farquhar Fulton, Gutiérrez-Mahoney CG,Otfrid Foerster, « 1873–1941 An appreciation », Journal of Neurophysiology, vol. 5,‎ 1942, p. 1-17
- (en) avec McCulloch WS, « Motor response to stimulation of cerebral cortex in absence of areas 4 and 6 (macaca mulatta) », Journal of Neurophysiology, vol. 6,‎ 1943, p. 181-189
- (en) avec Nims LF, « Effect on electroencephalogram of lesions of cerebral cortex and basal ganglia in macaca mulatta », Journal of Neurophysiology, vol. 5,‎ 1942, p. 335–348
- (en) avec Spencer S, Fountain G, « Hyperactivity in monkeys following lesions of the frontal lobes », Journal of Neurophysiology, vol. 4,‎ 1941, p. 512–524
- (en) avec Viets HR, John Farquhar Fulton, « The syndrome of the premotor cortex in man: Impairment of skilled movements, forced grasping, spasticity, and vasomotor disturbance », Brain, vol. 57,‎ 1934, p. 69–84
- (en) avec Watts J, « The effect of section of the corpus callosum on the motor performance of monkeys », Journal of Nervous and Mental Disease, vol. 79,‎ 1934, p. 158–169